# Іламчетчені
Іламчетчені — ранній тамільський цар з династії Чола.

## Життєпис
Був великим воїном. Правив державою зі столиці у місті Пугар (нині — село біля Нагапаттінама). Одружився з принцесою з династії Велірів. Від того шлюбу народився син Карікала Чола, який став найбільш видатним правителем серед ранніх Чола.